# Trey Anastasio
Ernest Joseph "Trey" Anastasio III (/ˌɑːnəˈsteɪzioʊ/, Fort Worth, 30 de setembro de 1964) é um guitarrista e cantautor americano, mais conhecido como vocalista principal da banda de rock Phish, que ele co-fundou em 1983. Ele é creditado como o compositor de 152 músicas originais da Phish, 141 delas como crédito solo, além de 41 créditos atribuídos à banda como um todo.
Além de seu trabalho com Phish, Anastasio lançou onze álbuns solo e participou de vários projetos paralelos, incluindo a Trey Anastasio Band, Oysterhead, Ghosts of the Forest e Surrender to the Air.
Trey realizou suas próprias composições com a Filarmônica de Nova York, a Filarmônica de Los Angeles, a Orquestra Sinfônica de Baltimore, a Orquestra Sinfônica de Atlanta, a Sinfonia Nacional do Kennedy Center e muitas outras.
Anastasio escreveu a trilha sonora do musical Hands on a Hardbody da Broadway, pelo qual foi indicado ao Tony Award de Melhor Trilha Sonora Original no 67.º Tony Awards em 2013.
Ele também recebeu o Prêmio Frederick Loewe do Dramatists Guild 2013 por melhor composição de partituras teatrais.

## Biografia

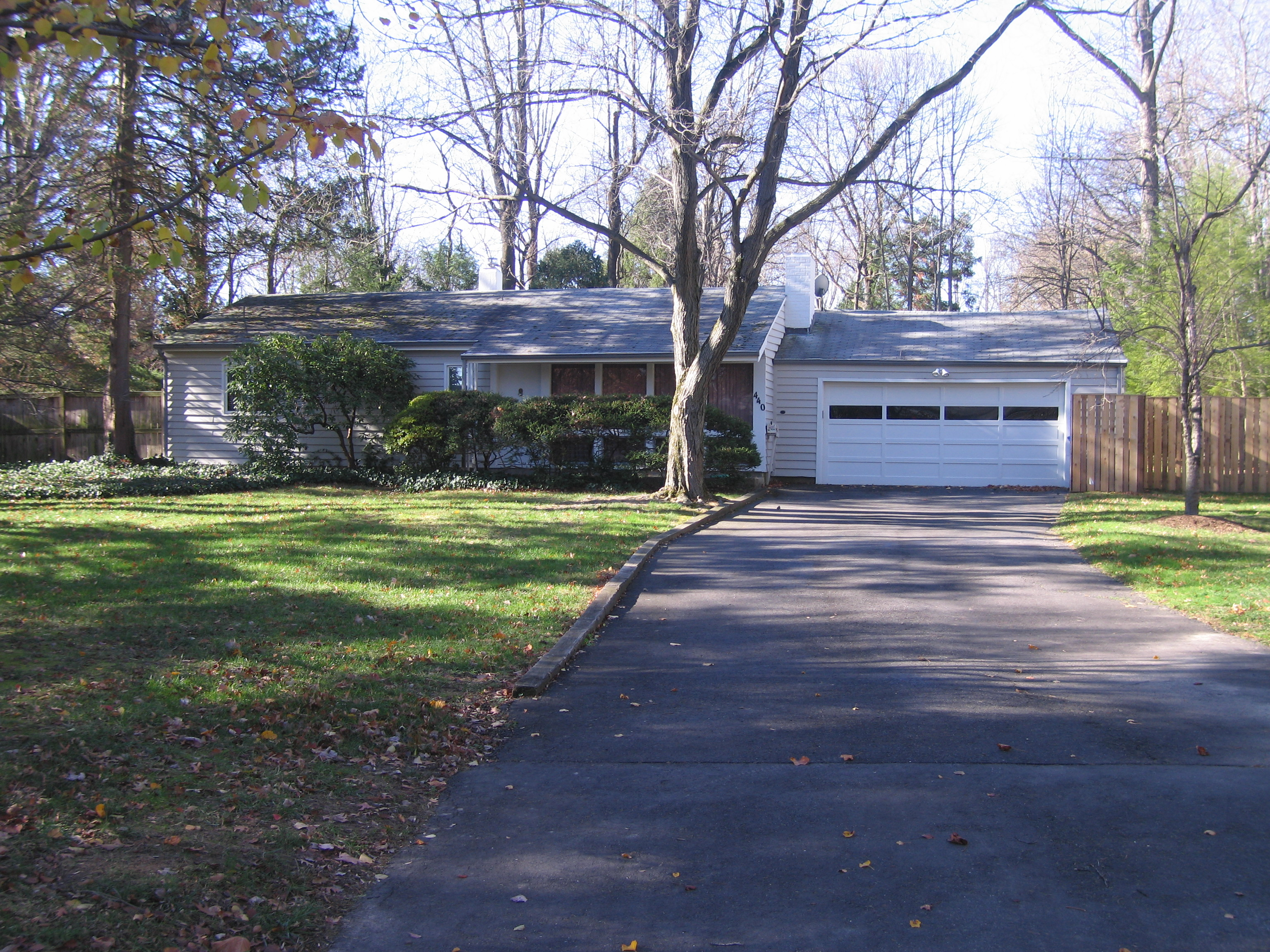
Casa de infância de Trey em Princeton, Nova Jérsia

Anastasio nasceu em Fort Worth, Texas, e se mudou para Princeton, Nova Jérsia, quando tinha três anos. Seu pai, Ernest Anastasio Jr., era vice-presidente executivo do Educational Testing Service. Sua mãe, Dina, era autora de livros infantis e editora da Sesame Street Magazine. Ele cresceu com sua irmã Kristy.
Anastasio frequentou as escolas públicas de Princeton até a quarta série e depois foi transferido para a Escola de Princeton. Ele se formou na Taft School, juntamente com Steven Pollack, mais conhecido como Dude of Life, que mais tarde ajudou a escrever composições de Phish como "Suzy Greenberg", "Fluffhead", "Run Like An Antelope", "Slave to the Traffic Light" e "Dinner and a Movie". Na Taft, ele formou suas duas primeiras bandas, Red Tide e Space Antelope.
Anastasio se matriculou na UVM, onde conheceu os colegas de banda originais do Phish, Jon Fishman, Mike Gordon e Jeff Holdsworth. Em 2 de dezembro de 1983, o grupo fez sua primeira apresentação em uma dança na Harris-Millis Cafeteria na UVM. O setlist consistiu em músicas cover, incluindo "Long Cool Woman" e "Proud Mary", que foi tocada duas vezes. A banda era muito primitiva nessa época e usava tacos de hóquei como estandes de microfone. Depois de tocar um set, o álbum Thriller de Michael Jackson foi tocado por um festeiro para abafar a banda. A banda não voltou a tocar, mas ainda foi paga pela apresentação. Na UVM, ele organizou um programa de rádio pela manhã, Ambient Alarm Clock.
Enquanto morava em casa por um semestre, frequentou a Mercer County Community College. Enquanto estava lá, ele se reencontrou com seu amigo de infância, Tom Marshall, e os dois começaram uma colaboração de composição e gravaram material que apareceria na fita demo de Bivouac Jaun. Anastasio se encontrou com os amigos de infância Tom Marshall, seu futuro parceiro de escrita, e Marc Daubert, que se juntaria oficialmente a Phish como percussionista de setembro de 1984 a fevereiro de 1985. Depois de assistir a um show de Phish, o pianista Page McConnell se juntou a Phish no outono de 1985. Anastasio, junto com Jon Fishman, foi transferido para o Goddard College.
Durante esse período, ele iniciou uma associação musical e uma estreita amizade com o compositor Ernie Stires, que lhe ensinou composição, teoria e arranjo. Enquanto estava em Goddard, ele compôs o ciclo da música The Man Who Stepped Into Yesterday como seu projeto sênior. Essas músicas se tornaram os pilares do catálogo Phish. Ele se formou em Goddard em 1988.

## Phish
Anastasio é membro fundador da banda de rock Phish, atuando como guitarrista e vocalista desde o seu início. Phish é conhecido por sua improvisação musical, jam sessions estendidas, exploração de uma ampla variedade de gêneros e apresentações ao vivo originais. Formada na Universidade de Vermont em 1983 (com a atual formação se solidificando em 1985), a banda inclui o baixista e vocalista Mike Gordon, o percussionista e vocalista Jon Fishman e o tecladista e vocalista Page McConnell. Phish se apresentou por mais de vinte anos, lançando dez álbuns de estúdio, antes de terminar em agosto de 2004. Eles se reuniram em março de 2009 para uma turnê correspondente, lançaram um álbum de reunião Joy e, desde então, voltaram a se apresentar regularmente.

### Projetos relacionados a Phish
- Bivouac Jaun, em 1984, foi um projeto com Anastasio, o letrista de Phish Tom Marshall e o percussionista de Phish, Marc Daubert. O grupo gravou um projeto de quatro faixas durante o curto hiato de Phish no verão de 1984. Grande parte do projeto seria reformulada e, posteriormente, apresentada no primeiro álbum de Phish, The White Tape, em 1986.
- Bad Hat, formado na primavera de 1994, incluía Jon Fishman na bateria, Jamie Masefield no bandolim e Stacey Starkweather no baixo. Eles tocaram jazz improvisadamente em Burlington, Vermont, por alguns meses, com o primeiro de vários shows no Last Elm Cafe. Eles se autodenominavam "a banda mais silenciosa do mundo".
- Surrender to the Air foi um grupo de free jazz liderado por Anastasio e apresentando Fishman, além de Marshall Allen, Damon Choice e Michael Ray da Sun Ra Orchestra, John Medeski, Marc Ribot, Oteil Burbridge e vários outros músicos. O grupo realizou dois shows na Academia de Artes de Nova Iorque em abril de 1996 e acabou logo depois. Os shows, como o único álbum do grupo, consistiam em músicas completamente improvisadas.
- Phil Lesh and Friends (comumente chamados Phil Lesh and Phriends) em 1999 apresentaram Anastasio e Page McConnell, os membros da Grateful Dead Phil Lesh e Donna Jean Godchaux, o guitarrista Steve Kimock e o baterista John Molo tocando três noites de material de Dead and Phish no The Warfield em São Francisco. Foi a primeira vez que membros de Phish e Grateful Dead dividiram o palco juntos. Em 12 de fevereiro de 2006, Anastasio se juntou a Lesh novamente para um show completo no Teatro Beacon, em Nova Iorque. Ele o fez novamente em 20 de outubro de 2007 em Glens Falls, Nova Iorque.
- SerialPod é um trio com o baterista de Anastasio, Gordon e o baterista Bill Kreutzmann, da Grateful Dead. Em 17 de dezembro de 2005, a banda se apresentou no 14.º Annual Warren Haynes Christmas Jam em Asheville, Carolina do Norte. O grupo apresentou uma série de clássicos da Grateful Dead e Phish, além de capas do Nirvana, Jimi Hendrix e outros. Ivan Neville se juntou ao grupo em teclados durante grande parte do desempenho.
- Um quarteto composto por Benevento/Russo Duo, Gordon e Anastasio trocaram pontos de abertura e fechamento com Phil Lesh e Friends durante sua turnê no verão de 2006, antes de fazer turnês por conta própria para vários shows em julho de 2006.
- Ghosts of the Forest é um projeto paralelo para Anastasio e Fishman, que também conta com a vocalista Jennifer Hartswick, o guitarrista Celisse Henderson, o baixista Tony Markellis e o tecladista Ray Paczkowski. O grupo foi formado em 2018 e realizou uma pequena turnê na primavera de 2019.[12] O álbum Ghosts of the Forest, creditado a Anastasio como artista solo, foi lançado em 12 de abril de 2019.[13][14]